# Перемиловское сельское поселение
Переми́ловское сельское поселение — муниципальное образование в Шуйском районе Ивановской области.
Административный центр — деревня Перемилово.

## История
Перемиловское сельское поселение образовано 25 февраля 2005 года в соответствии с Законом Ивановской области N 52-ОЗ «О городском и сельских поселениях в Шуйском муниципальном районе».

## География
В западной части сельского поселения у деревни Озерково находится озеро Озерковское.

## Население
| 2002  | 2010  | 2011  | 2012  | 2013  | 2014  | 2015  |
| ----- | ----- | ----- | ----- | ----- | ----- | ----- |
| 1549  | ↗1597 | ↘1595 | ↗1609 | ↗1640 | ↗1665 | ↗1685 |
| 2016  | 2017  | 2018  | 2019  | 2020  | 2021  |       |
| ↗1687 | ↘1685 | ↘1650 | ↘1633 | ↘1613 | ↘1153 |       |

## Состав сельского поселения
| №  | Населённый пункт | Тип населённого пункта          | Население |
| -- | ---------------- | ------------------------------- | --------- |
| 1  | Борячиха         | деревня                         | ↘4        |
| 2  | Воронеж          | деревня                         | ↘40       |
| 3  | Высоково         | деревня                         | ↘12       |
| 4  | Дворишки Большие | деревня                         | ↘18       |
| 5  | Ивонино          | деревня                         | ↘29       |
| 6  | Качалово         | деревня                         | ↗331      |
| 7  | Коровино         | деревня                         | ↘21       |
| 8  | Никульниково     | деревня                         | ↘7        |
| 9  | Одинцово         | деревня                         | ↘63       |
| 10 | Озерково         | деревня                         | ↘29       |
| 11 | Пантелеево       | деревня                         | ↘5        |
| 12 | Перемилово       | деревня, административный центр | ↗452      |
| 13 | Прилив           | деревня                         | 502       |
| 14 | Пырьевка         | деревня                         | ↘3        |
| 15 | Сенниково        | деревня                         | ↘64       |
| 16 | Стяжково         | деревня                         | ↘15       |
| 17 | Торопиха         | деревня                         | ↘2        |